# Heliconius phyllis
Heliconius phyllis är en fjärilsart som beskrevs av Fabricius 1775. Heliconius phyllis ingår i släktet Heliconius och familjen praktfjärilar. Inga underarter finns listade i Catalogue of Life.